# تراموا مسینا
تراموا مسینا (ایتالیایی: Tranvia di Messina) سیستم تراموا در شهر مسینا، ایتالیا است.
این تراموا که در سال ۲۰۰۳ تأسیس شده دارای ۱ خط، ۱۸ ایستگاه و ۷٫۷ کیلومتر طول می‌باشد.

## نگارخانه

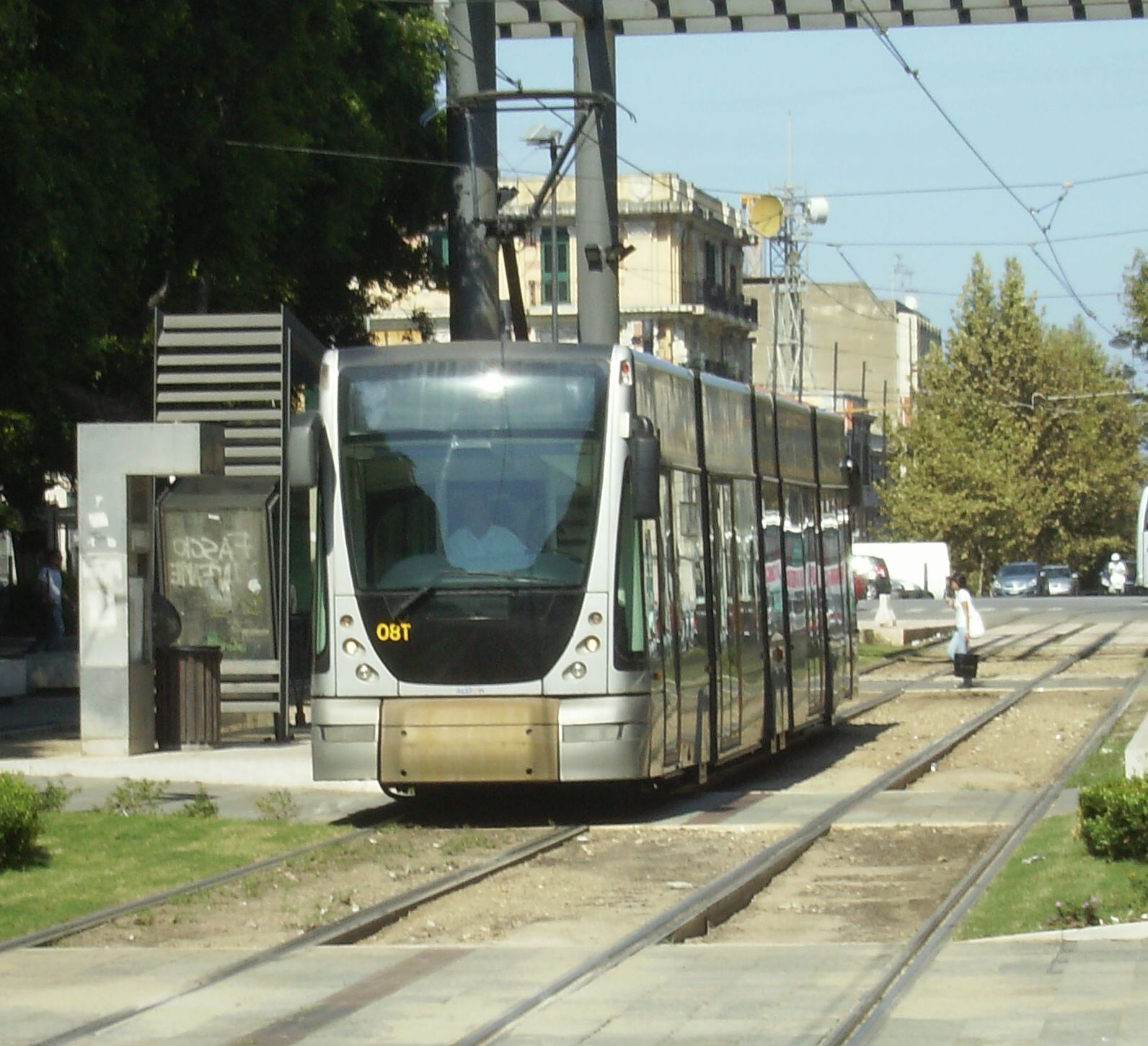
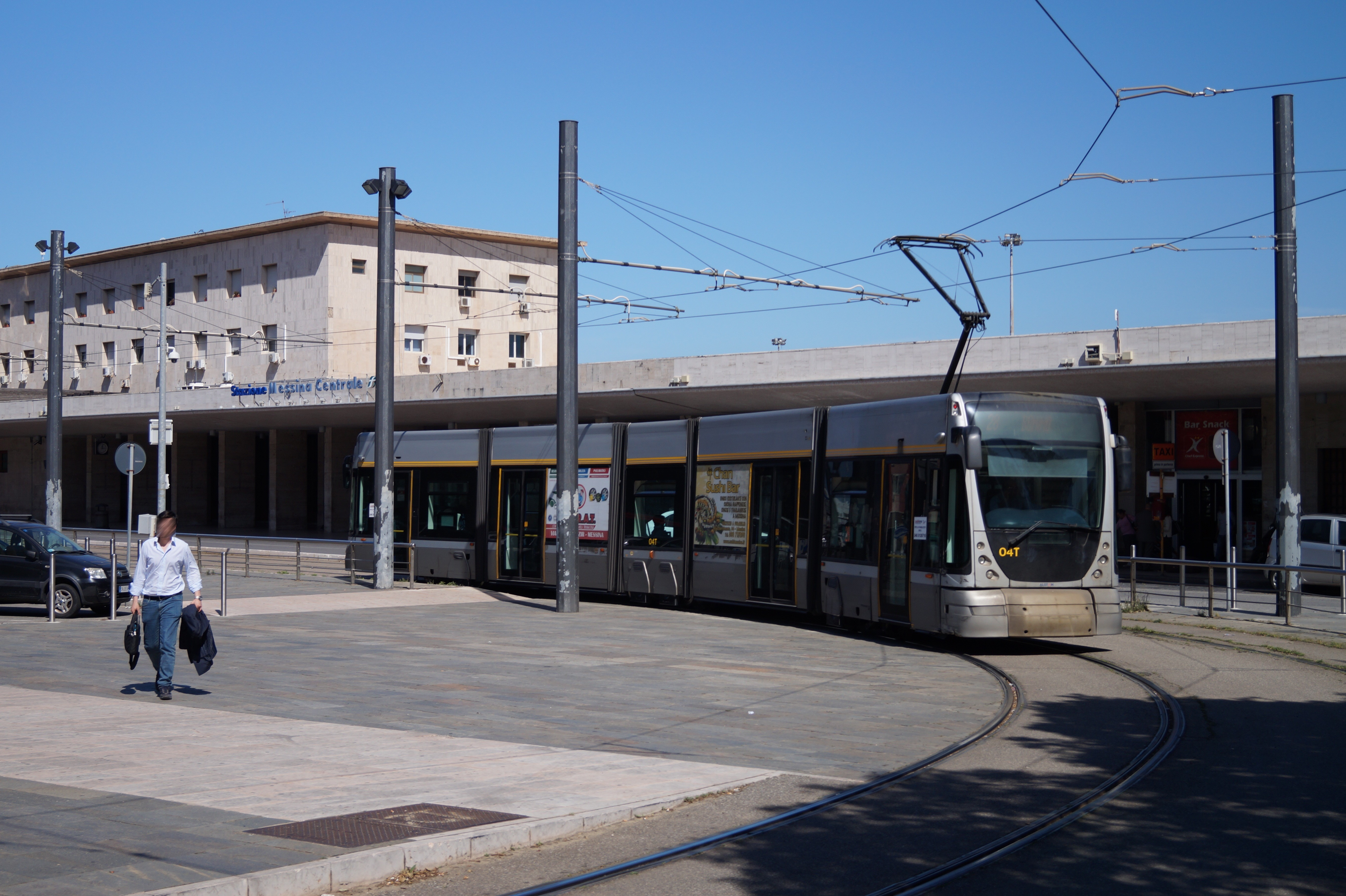